# Nậm Cúm
Nậm Cúm là một phụ lưu của Nậm Na, thuộc thủy vực của sông Đà, chảy ở huyện Phong Thổ tỉnh Lai Châu, Việt Nam .
Sông dài 41 km, diện tích lưu vực 218 km² . Phần lớn dòng chảy là biên giới Việt - Trung, với tên bên phía Trung Quốc ghi trên bản đồ 1:50.000 là Tiao Teng He .

## Dòng chảy
Nậm Cúm bắt nguồn từ dãy núi ở biên giới Việt - Trung tại xã Sì Lở Lầu huyện Phong Thổ 22°46′26″B 103°18′50″Đ / 22,77389°B 103,31389°Đ, chảy gấp khúc với hướng chính là về phía tây nam.
Sông chảy qua các xã Ma Ly Chải, Mù Sang đến xã Ma Ly Pho, qua cửa khẩu Ma Lù Thàng thì đổ vào Nậm Na ở bản Pa Nậm Cúm .